# A Place in the Sun (1951)
A Place in the Sun is een film uit 1951 van George Stevens. Het hoofdpersonage, George Eastman, wordt vertolkt door Montgomery Clift. De andere hoofdrollen zijn voor Elizabeth Taylor en Shelley Winters. De film, gebaseerd op de roman An American Tragedy van auteur Theodore Dreiser, werd genomineerd voor negen Oscars en won er in totaal zes. Scenaristen waren Michael Wilson en Harry Brown.

## Verhaal
George Eastman, een arme jongeman, is afkomstig uit een erg gelovig gezin. Hij is ook familie van de rijke Eastmans die een fabriek, waar ze badpakken maken, leiden. Op een dag besluit hij zijn rijke oom op te zoeken om zo werk te vinden in diens fabriek. George krijgt een baantje als arbeider in de fabriek, waar 90% van de werknemers vrouwen zijn. De regels van het bestuur zijn duidelijk: geen relaties met personeel toegelaten.
Maar George wordt al gauw verliefd op de arme arbeidster Alice Tripp. Ze beginnen stiekem een relatie, maar George voelt zich ook aangetrokken tot de rijke Angela Vickers, een kennis van de Eastmans. George maakt promotie en wordt steeds vaker uitgenodigd op de exclusieve feestjes van de Vickers en Eastmans. George lijkt te kiezen voor Angela maar dan blijkt dat Alice zwanger is. George heeft niet het geld om voor de toekomstige baby te zorgen en bovendien kan hij zijn relatie met Alice niet bekendmaken want dan verliezen ze beiden hun baan.
Hij verzwijgt het feit dat hij op Angela verliefd is en op een dag besluit hij zijn vakantie met haar door te brengen en niet met Alice, die enkele dagen later in de krant ziet hoe George in het bijzijn van Angela vertoeft. Alice is razend en belt George. Ze is van plan alles bekend te maken als hij nu niet meteen naar huis komt. George maakt Angela wijs dat zijn moeder ziek is en dat hij zo snel mogelijk zal terugkeren.
Alice is razend op George en ze verplicht hem te trouwen. George gaat met tegenzin akkoord maar het is een feestdag en dus kan het huwelijk niet doorgaan. Daarom besluit George haar mee te nemen naar een meer. Onder een valse naam huurt hij een bootje en vaart hij het grote meer op. George en Alice beseffen dat hun relatie niets meer waard is en George speelt met het idee om haar te doden om zo van alle problemen verlost te raken. Plots staat Alice recht en kantelt het bootje. George springt recht en valt mee het water in.
George overleeft de val, Alice niet. Dwalend door het bos gaat hij op zoek naar zijn wagen. Hij botst op enkele jongeren die in het bos aan het kamperen zijn en vindt uiteindelijk zijn wagen terug. George rijdt naar het huis van Angela om er de rest van de vakantie door te brengen. Maar de politie is begonnen aan het onderzoek. Ze ontdekken dat Alice en George een relatie hadden, dat hij een valse naam opgaf bij het huren van het bootje en ten slotte zijn er getuigen die hem in het bos zagen. Het duurt niet lang voor de politie hem op het spoor is en hij gearresteerd wordt. Alles komt aan het licht en er volgt een proces. De vader van Angela gelooft dat hij onschuldig is en besluit hem twee advocaten te bezorgen. In het proces bekent hij dat hij plannen had om Alice te vermoorden maar dat hij het uiteindelijk niet gedaan heeft. Ze viel uit het bootje en verdronk. De reden waarom George haar liet sterven, is niet duidelijk. Was het een bewuste keuze? Of was hij door zijn val niet in staat haar te helpen? De jury vindt hem schuldig voor de moord op Alice Tripp. Hij wordt ter dood veroordeeld en krijgt in zijn laatste dagen nog bezoek van zijn gelovige moeder en Angela.

## Rolverdeling
| Acteur             | Personage              |
| ------------------ | ---------------------- |
| Montgomery Clift   | George Eastman         |
| Elizabeth Taylor   | Angela Vickers         |
| Shelley Winters    | Alice Tripp            |
| Anne Revere        | Hannah Eastman         |
| Keefe Brasselle    | Earl Eastman           |
| Fred Clark         | Bellows                |
| Raymond Burr       | R. Frank Marlowe       |
| Herbert Heyes      | Charles Eastman        |
| Shepperd Strudwick | Anthony "Tony" Vickers |
| Frieda Inescort    | Mrs. Ann Vickers       |
| Kathryn Givney     | Louise Eastman         |
| Walter Sande       | Art Jansen             |
| Ted de Corsia      | Judge R.S. Oldendorff  |
| John Ridgely       | Coroner                |
| Douglas Spencer    | the Boat Keeper        |
| Lois Chartrand     | Marsha                 |
| Paul Frees         | Rev. Morrison          |
| Kathleen Freeman   | arbeider / getuige     |
| Ian Wolfe          | Dr. Wyeland            |

## Oscars

### Gewonnen
- Beste regie - George Stevens
- Beste muziek - Franz Waxman
- Beste camerawerk - William C. Mellor
- Beste scenario - Michael Wilson, Harry Brown
- Beste montage - William Hornbeck
- Beste kostuums - Edith Head

### Genomineerd
- Beste film - George Stevens
- Beste mannelijke hoofdrol - Montgomery Clift
- Beste vrouwelijke hoofdrol - Shelley Winters

## Feiten
- De film won een Golden Globe als Beste Dramafilm.
- De opnames van de film vonden plaats in 1949 maar de film werd pas twee jaar later uitgebracht. Dit kwam doordat Paramount Pictures in 1950 de film Sunset Boulevard uitbracht en het bedrijf niet wilde dat er twee van hun films strijd voerden voor de Oscars.
- Elizabeth Taylor en Montgomery Clift spelen ook samen in Raintree Country en Suddenly, Last Summer. In het echte leven waren ze boezemvrienden.
- Regisseur Stevens en Elizabeth Taylor werkten later nog samen aan Giant en The Only Game in Town.